# Ždánice (Vilémov)

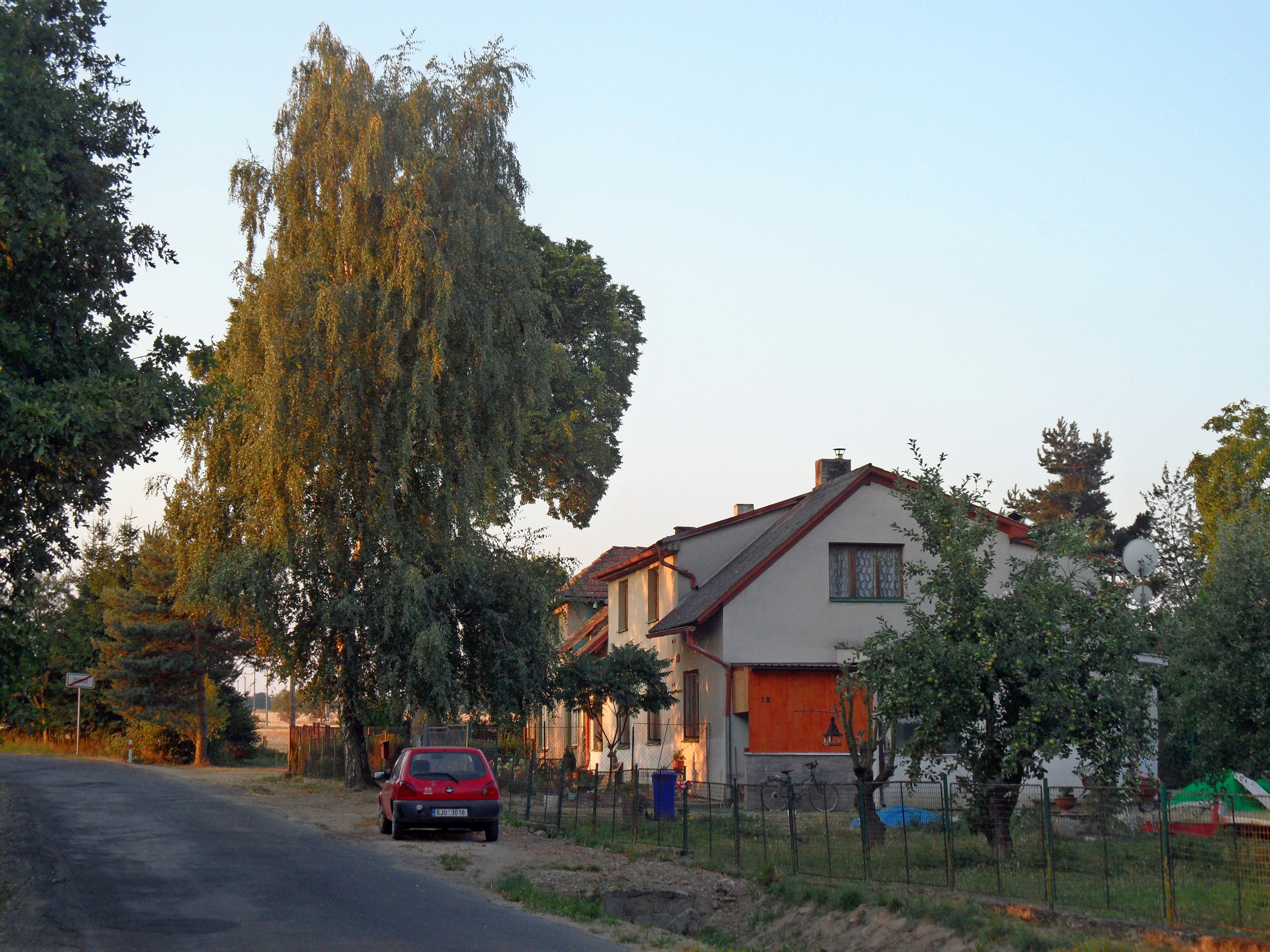
Ortsansicht

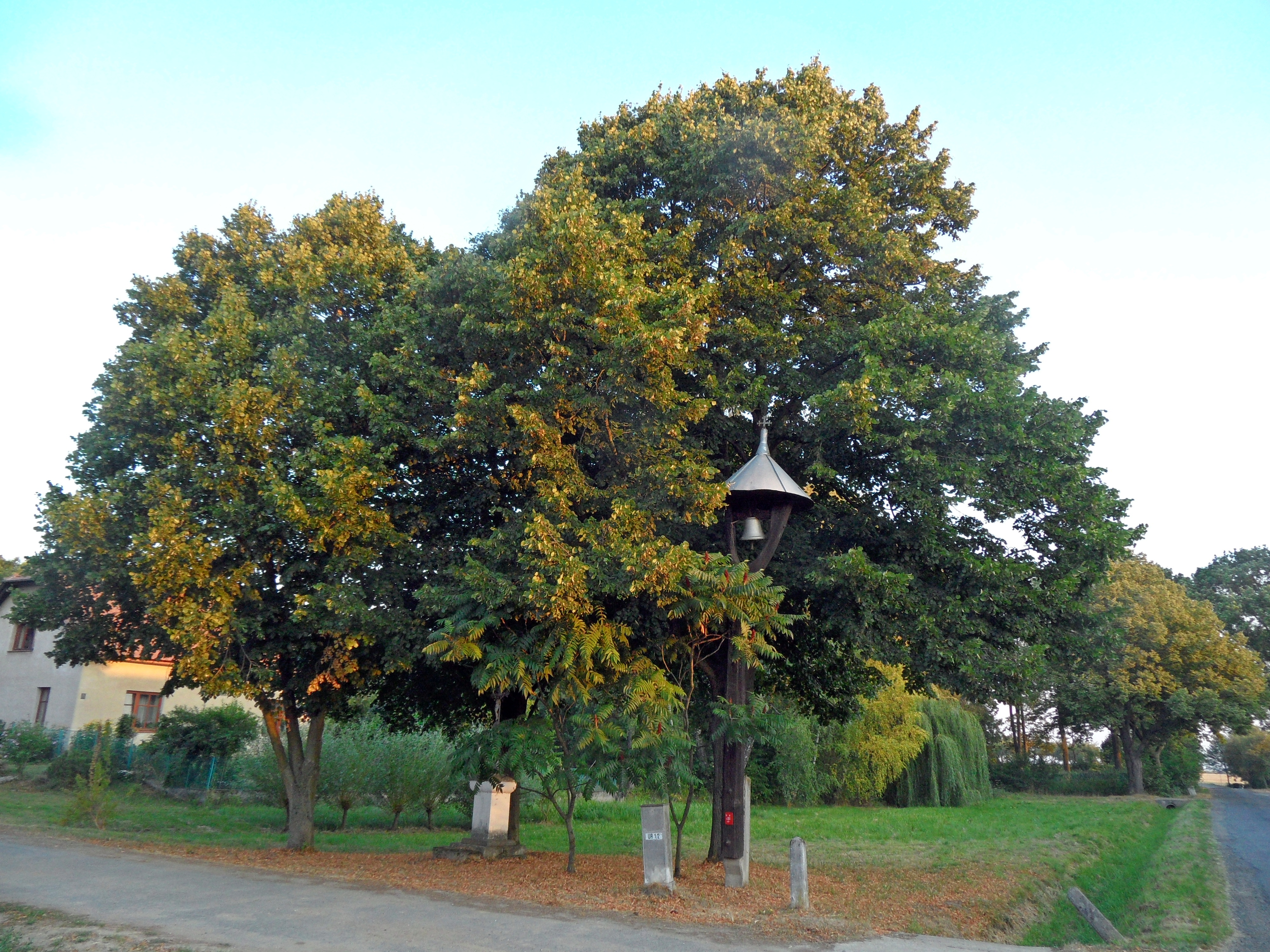
Dorfplatz

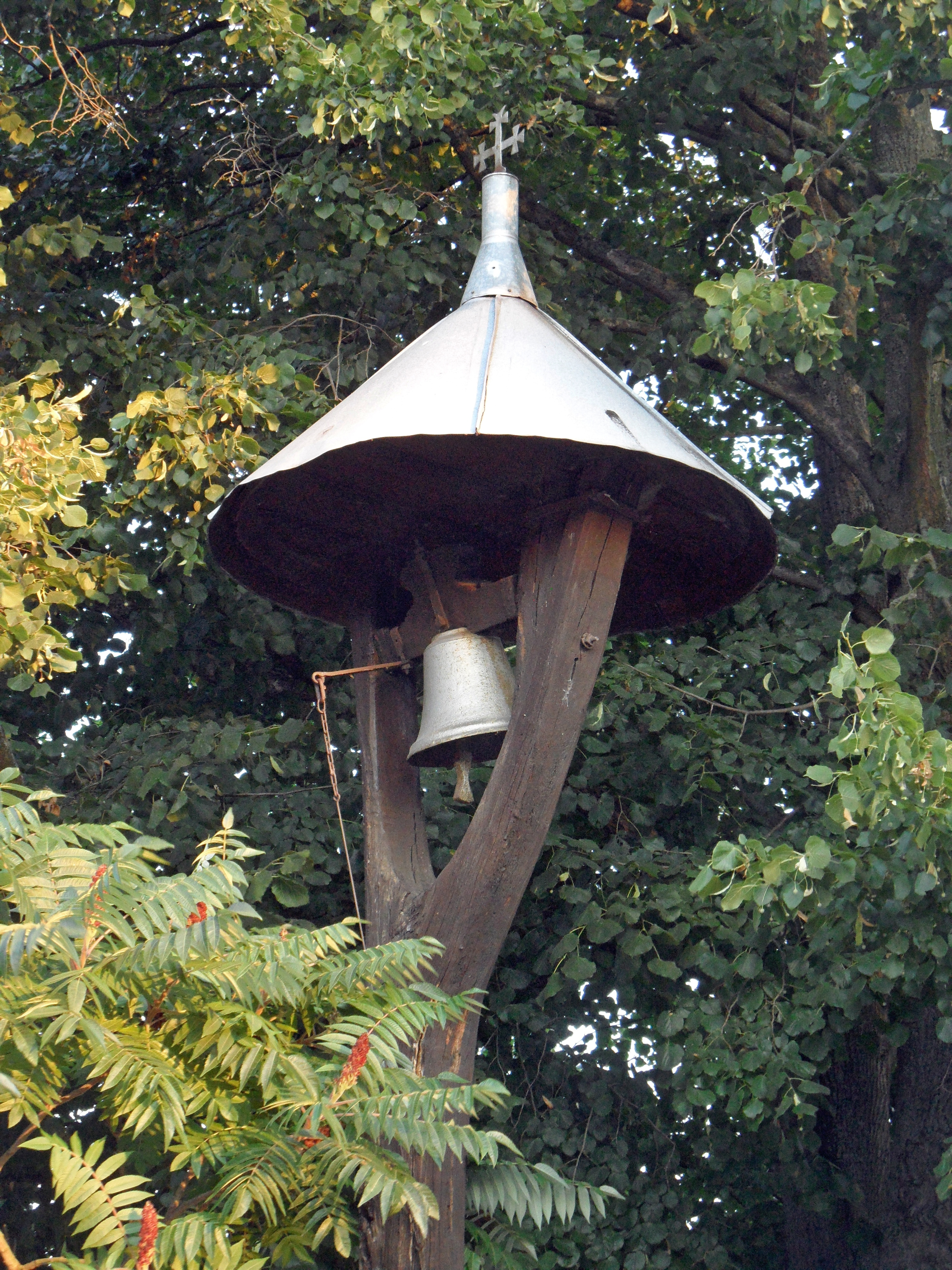
Glockenbaum

Ždánice (deutsch Zdanitz, 1939–45 Schdanitz) ist ein Ortsteil der Minderstadt Vilémov in Tschechien. Er liegt drei Kilometer südöstlich von Vilémov und gehört zum Okres Havlíčkův Brod.

## Geographie
Ždánice befindet sich im Quellgebiet des Baches Ždánický potok in der Hornosázavská pahorkatina (Hügelland an der oberen Sázava). 
Nachbarorte sind Cihelna, Heřmanice und Točice im Norden, Kraborovice und Ostružno im Nordosten, Borek im Osten, Přísečno, Pukšice und Dálčice im Südosten, Petrovice u Uhelné Příbramě im Süden, Košťany, Hostovlice und Jakubovice im Südwesten, Sychrov und Nasavrky im Westen sowie Klášter, Černá Pila und Vilémov im Nordwesten.

## Geschichte
Die erste urkundliche Erwähnung von Zdianice erfolgte 1557 unter den Gütern des Benediktinerklosters Wilmzell. Nachdem das Kloster um 1575 aufgegeben worden war, verkaufte König Rudolf II. 1577 das wüste Kloster mit den Dörfern Bučowitz, Heřmanitz, Borek, Hostaulitz, Zhoř, Jakubowitz, Zdanitz, Ponstwy, Kmec und Čestowitz sowie weiterem Zubehör an Beneš Beneda von Nečtiny. Zum Ende des 17. Jahrhunderts erwarben die Grafen Caretto von Milessimo die Herrschaft Wilimow und erhoben sie später zum Familienfideikommiss. 1787 standen in Zdanicz neun Häuser.
Im Jahre 1840 bestand das im Caslauer Kreis gelegene Dorf Zdanitz bzw. Ždanitz aus 12 Häusern, in denen 99 Personen lebten. Pfarr- und Amtsort war Kloster. Bis zur Mitte des 19. Jahrhunderts blieb Zdanitz der Fideikommissherrschaft Wilimow untertänig.
Nach der Aufhebung der Patrimonialherrschaften bildete Ždanice ab 1849 einen Ortsteil der Marktgemeinde Vilémov im Gerichtsbezirk Habern. Ab 1868 gehörte der Ort zum Bezirk Časlau. 1869 hatte Ždanice 100 Einwohner und bestand aus 14 Häusern. 1876 wurde in Kraborovice eine Dorfschule errichtet, die auch die Kinder aus Ždanice besuchten. Im Jahre 1900 lebten in Ždánice 106 Menschen, 1910 waren es 115. Hostovlice und Ždánice lösten sich 1907 von Vilémov los und bildeten die Gemeinde Hostovlice. 1930 hatte Ždánice 93 Einwohner und bestand aus 21 Häusern. 1948 wurde das Dorf dem Okres Chotěboř zugeordnet, seit der Gebietsreform von 1960 gehört es zum Okres Havlíčkův Brod. 1961 erfolgte die Eingemeindung nach Vilémov. Beim Zensus von 2001 lebten in den 15 Häusern des Dorfes 14 Personen. Von den 15 Häusern sind heute acht dauerhaft bewohnt.

## Ortsgliederung
Der Ortsteil bildet den Katastralbezirk Ždánice u Vilémova.

## Sehenswürdigkeiten
- Hölzerner Glockenbaum auf den Dorfplatz
- Gusseisernes Kreuz auf den Dorfplatz